# Reinhold Cassirer
Reinhold Cassirer (* 12. März 1908 in Berlin; † 17. Oktober 2001 in Johannesburg) war ein deutsch-südafrikanischer Galerist jüdischer Herkunft und Ehemann der Literaturnobelpreisträgerin Nadine Gordimer.

## Leben
Reinhold Cassirer stammte aus der Familie Cassirer. Sein Vater war der Berliner Unternehmer Hugo Cassirer, seine Mutter Charlotte (Lotte) Cassirer, geborene Jacobi. Seine Onkel waren Ernst Cassirer, Bruno Cassirer und Paul Cassirer.
Cassirer studierte an der Ruprecht-Karls-Universität Heidelberg Politikwissenschaften und Soziologe. Dort verband ihn eine Freundschaft mit Golo Mann. Im Juni 1932 kam Cassirer seinem Freund zu Hilfe, als dieser und seine Freunde in der Universität von Studenten umzingelt und mit Stöcken geschlagen wurden. Cassirer boxte den blutenden Golo Mann aus der Umzingelung heraus.
1933 wurde Cassirer in Heidelberg mit der Dissertation Die Beziehungen zwischen Kapital und Arbeit in England. Die Mond-Turner-Konferenz 1928–1930 zum Dr. phil. promoviert. Das Unternehmen seiner Familie wurde in der Zeit des Nationalsozialismus enteignet und von Siemens übernommen. Cassirer gelang es noch, die Kunstsammlung seines Vaters in die Niederlande zu schmuggeln. Den Anlass zur Emigration aus Deutschland gab 1935 der Tod seines Stiefvaters Alfred Fürstenburg, der als Arzt mit Berufsverbot belegt worden war und sich erschoss, als er von der SS abgeholt werden sollte.
Mit seiner ersten Frau emigrierte Cassirer 1935 nach Südafrika.  Zunächst arbeitete er für ein Bergbauunternehmen, das Kunde des väterlichen Unternehmens gewesen war. 1939 schloss er sich freiwillig der Union Defence Force an.  Während des Zweiten Weltkriegs hörte er für die British Army deutsche Funksprüche ab und übersetzte sie. Nach dem Militärdienst in Südafrika erhielt er die Staatsbürgerschaft des Landes.
1954 lernte er Nadine Gordimer kennen und heiratete sie im selben Jahr in zweiter Ehe. 1954 besuchte er mit ihr auf deren Drängen seine Geburtsstadt Berlin. Für sie war es die erste Reise nach Europa. Cassirer traf keinen seiner Jugendfreunde mehr an, sie waren allesamt emigriert. Über die Familie ihres Mannes schrieb Gordimer 1956 die Erzählung Face from Atlantis, die sie „Reinhold Cassirer – meinem Mann“ widmete. Bei späteren Deutschlandbesuchen traf das Ehepaar neben anderen Günter Grass und den Verleger Arnold Conradi.
In Südafrika war Cassirer zunächst im Bergbauwesen selbstständig tätig.
In den 1960er und 1970er Jahren unterstützten Cassirer und Gordimer den damals illegalen  African National Congress. Er sagte häufig: “I came from one fascist, racist country and look where I landed up!'” (Ich bin aus einem faschistischen, rassistischen Land gekommen und sieh, wo ich gelandet bin)
1969 wurde er auf Vorschlag des Präsidenten von Sotheby’s, der vom Kunstverständnis der Cassirer-Familie wusste, Leiter der Sotheby’s-Niederlassung in Südafrika; das Amt übte er bis 1979 aus. Im Alter von 70 Jahren gründete er  1980 die Galerie „Cassirer Fine Art“ in Johannesburg. Er förderte Künstler wie William Kentridge und Gerard Sekoto. Seine Galerie stellte Künstler wie David Koloane, Sam Nhlengethwa, Deborah Bell und Karel Nel aus.
Cassirer starb 2001 im Alter von 93 Jahren. Nadine Gordimer überwand seinen Tod nur schwer und sagte: „Er war der Erste, der meine Romane las.“ 2006 wurde sie in ihrem Haus von vier jungen Männern überfallen. Dabei weigerte sie sich, den Ehering aus ihrer Ehe mit Cassirer herauszugeben.
Die Trauer über den Tod ihres Mannes beeinflusste Gordimers literarisches Schaffen. Sie widmete ihm den Erzählungsband Loot (2003), deutsch Beute und andere Erzählungen (2003). sowie den 2007 erschienenen Erzählungsband Beethoven Was One-Sixteenth Black, der in deutscher Übersetzung 2008 unter dem Titel Beethoven war ein Sechzehntel schwarz erschien.
Zum Andenken an ihren Mann stiftete Gordimer den Reinhold Cassirer Award, der an südafrikanische Maler und Zeichner bis zum Alter von 35 Jahren vergeben wird. Sie sagte über ihn: „[...] Reinhold Cassirer getroffen zu haben war ein unsagbares Glück. Wir waren einander so nah, in jeder Beziehung. [...] Er hielt jegliche Störung von mir fern.“